# Шолуденко, Никифор Никитович
Ники́фор Ники́тович Шолуде́нко (19 июня 1919, село Лебедёвка (ныне Вышгородского района Киевской области), СССР — 5 ноября 1943, Киев, СССР) — гвардии старшина, командир разведывательного взвода 22-й гвардейской танковой бригады 5-го гвардейского танкового корпуса 38-й армии 1-го Украинского фронта, Герой Советского Союза (3 июня 1944 года, посмертно).
Особо отличился при освобождении Киева. Как командир разведки первым на своём танке прорвался в центр города и погиб в результате осколочного ранения в грудь.

## Биография
Родился 19 июня 1919 года в крестьянской семье. Украинец. Окончил среднюю школу в селе Лебедевка. Работал в совхозе, на заводе в Киеве.
В Красной Армии с 1939 года. В боях с немецко-фашистскими захватчиками с июня 1941 года. Воевал на Сталинградском, Воронежском и 1-м Украинском фронтах. В составе 22-й гвардейской танковой бригады участвовал в Сталинградской и Курской битвах в должности помощника, а затем — командира взвода. За отличие в боях был награждён орденом Красной Звезды.
Н. Н. Шолуденко неоднократно с группой разведчиков осуществлял глубокие рейды в тыл врага и добывал ценные сведения о противнике, чем способствовал успешному выполнению бригадой поставленных задач. 17 октября 1943 года он осуществил разведку сильно укреплённого опорного пункта противника Яблонка на Лютежском плацдарме. Благодаря этому бригада быстро подавила огневые точки непрителя, и заняла населённый пункт, тем самым значительно расширила плацдарм и нанесла врагу большие потери. В этом бою Н. Н. Шолуденко лично уничтожил семь солдат противника и захватил несколько пулемётов и ротных миномётов.
Гвардии старшина Никифор Шолуденко особо отличился при освобождении Киева 4—5 ноября 1943 года. Ведя разведку на улицах Киева, он обеспечивал важными данными командование бригады. Проникнув первым в центр города, бойцы взвода Шолуденко водрузили Красное знамя на площади Калинина (ныне площадь Независимости), над зданием Киевского обкома партии. 5 ноября 1943 года Никифор Шолуденко погиб в бою.
Указом Президиума Верховного Совета СССР от 3 июня 1944 года за образцовое выполнение боевых заданий командования, личное мужество и героизм, проявленное в боях с немецкими захватчиками, гвардии старшине Шолуденко Никифору Никитовичу присвоено звание Героя Советского Союза, посмертно.
Похоронен в парке Вечной Славы в Киеве.

## Награды и звания
- Герой Советского Союза (3 июня 1944, посмертно);
- орден Ленина (3 июня 1944, посмертно);
- орден Красной Звезды[2].

## Память

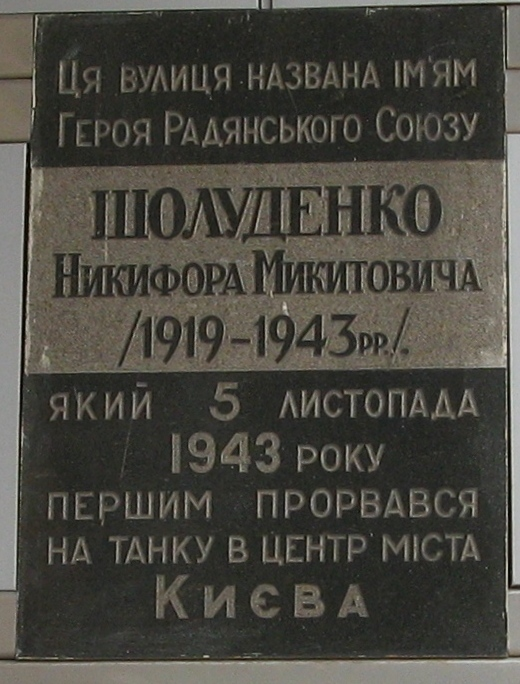

Сперва был захоронен на площади Калинина (ныне площадь Независимости), после был перезахоронен около площади Сталина (ныне Европейская площадь), у входа в Первомайский парк. На могильной плите была ошибочная надпись «капитан Шолуденко». В 1957 году повторно перезахоронен в парке Вечной Славы. Тогда же в его честь была переименована улица Керосинная в Киеве (от улицы Борщаговской до улицы Коперника), на которой расположен стадион «Старт», где в 1942 году состоялся «матч смерти» между футболистами киевского «Динамо» и командой немецко-фашистских военно-воздушных сил «Люфтваффе».